# Troféu Hans Baumann
Troféu Hans Baumann (em inglês: Hans Baumann Trophy) é uma premiação bianual concedida desde 1972 pela Federação Internacional de Handebol (IHF) às federações nacionais filiadas que se destacaram no desenvolvimento deste desporto em seu país.
O nome do troféu é uma homenagem à Hans Baumann, que foi presidente da Federação Internacional de Handebol (IHF) de 1950 a 1971.

## Palmarés
| Ano  | Vencedor                                   |
| ---- | ------------------------------------------ |
| 1972 | British Handball Association               |
| 1974 | Italian Handball Federation                |
| 1976 | Algerian Handball Federation               |
| 1978 | Kuwait Handball Association                |
| 1980 | French Handball Federation                 |
| 1982 | Korea Handball Federation                  |
| 1984 | Federation de Handball du Congo            |
| 1986 | Royal Spanish Handball Federation          |
| 1988 | Austrian Handball Association              |
| 1990 | Federação de Andebol de Portugal (FAP)     |
| 1992 | Federation Ivoirienne de Handball          |
| 1994 | Não houve premiação                        |
| 1996 | Confederação Brasileira de Handebol (CBHb) |
| 1998 | Japan Handball Association                 |
| 2000 | Chinese Handball Association               |
| 2002 | Handball Union of Russia                   |
| 2004 | Croatian Handball Federation               |
| 2007 | Romanian Handball Federation               |
| 2009 | German Handball Association                |
| 2011 | Confederación Argentina de Handball (CAH)  |
| 2013 | Danish Handball Federation                 |